# Styracaster elongatus
Styracaster elongatus är en sjöstjärneart som beskrevs av Jean Baptiste François René Koehler 1907. Styracaster elongatus ingår i släktet Styracaster och familjen Porcellanasteridae. Inga underarter finns listade i Catalogue of Life.